# العمقي (أرحب)

تعديل مصدري - تعديل

العمقي هي إحدى قرى عزلة عيال عبد الله بمديرية أرحب التابعة لمحافظة صنعاء، بلغ تعداد سكانها 64 نسمة حسب تعداد اليمن لعام 2004.